# Marietta Brambilla
Maria Teresa Rebecca Brambilla, més coneguda com a Marietta Brambilla (Cassano d'Adda, Itàlia, 6 de juny de 1807 - Milà, 6 de novembre de 1875) fou una contralt italiana que va cantar papers principals als teatres d'òpera d'Europa des del 1827 fins a la seva retirada dels escenaris el 1848. És coneguda avui dia per haver creat els papers de Maffio Orsini a Lucrezia Borgia de Gaetano Donizetti i de Pierotto a Linda di Chamounix, del mateix compositor, però també per crear altres papers en obres menys conegudes. Fou germana gran de les cantants d'òpera Teresa i Giuseppina Brambilla i tia de Teresina Brambilla, també cantant d'òpera.

## Vida i carrera
Brambilla fou filla de Gerolamo Brambilla i d'Angela Columbo. Fou la gran de cinc germanes, totes elles cantants d'òpera. Teresa (1813-1895) va ser una soprano que va crear el paper de Gilda a Rigoletto. Giuseppina cantava papers de contralt i de soprano i es va casar amb el tenor Corrado Miraglia. Totes dues van tenir carreres molt destacades. Annetta (1812–?) i Lauretta (1823–1881) eren ambdues sopranos amb carreres menys importants, apareixent principalment als teatres d’òpera provincials italians.
Marietta Brambilla va estudiar al Conservatori de Milà i va fer el seu debut escènic el 1827 al Her Majesty's Theatre de Londres en el paper d'Arsace de Semiramide de Gioachino Rossini. Va cantar diverses òperes a Londres aquella temporada, a més d'oferir recitals en altres ciutats angleses. Va tornar a Itàlia el 1828, on va cantar al teatre La Fenice de Venècia en l'estrena mundial de Francesca da Rimini, de Pietro Generali. Brambilla va debutar a La Scala de Milà a l'estrena mundial del 1833 de Lucrezia Borgia de Donizetti en el paper de Maffio Orsini, un paper que el compositor havia escrit expressament per a ella. Donizetti va compondre també el paper de Pierotto de Linda di Chamounix per a ella i va adaptar el paper de tenor d'Armando di Gondì de Maria di Rohan per a la seva veu, arran de la primera representació de l'òpera a París, el 1843.
Brambilla es va retirar dels escenaris el 1848, exercint a partir d'aquell moment de professora de cant a Milà i component diversos àlbums de cançons i d'exercicis vocals. Es va casar amb el comte Francesco Furga-Gornini el 1857, que va morir quatre anys més tard. Brambilla va morir de càncer a Milà als 68 anys i va ser enterrada a Cassano d'Adda.

## Papers creats
Brambilla va crear els següents papers, la majoria dels quals eren personatges masculins interpretats en travesti. També va ser la solista de contralt de la primera representació d’In morte di Maria Malibran de Bériot, una cantata en memòria de Maria Malibran composta conjuntament per Gaetano Donizetti, Giovanni Pacini, Saverio Mercadante, Nicola Vaccai i Pietro Antonio Coppola, que es va estrenar a La Scala de Milà el 17 de març de 1837.
- Paolo a Francesca da Rimini de Pietro Generali, La Fenice, Venècia, 27 de desembre de 1828
- Arturo a Rosmunda d'Inghilterra de Carlo Coccia, La Fenice, Venècia, 28 de febrer de 1829
- Maffio Orsini a Lucrezia Borgia de Gaetano Donizetti, La Scala, Milà, 26 de desembre de 1833
- Enrico Pontigny a Un'avventura di Scaramuccia de Luigi Ricci, La Scala, Milà, 8 de març de 1834
- Bianca a Il giuramento de Saverio Mercadante, La Scala, Milà, 11 de març de 1837
- Guiscarda Obonello a Corrado d'Altamura de Federico Ricci, La Scala, Milà, 16 de novembre de 1841
- Pierotto a Linda di Chamounix de Gaetano Donizetti, Teatre Kärntnertor, Viena, 19 de maig de 1842
- Irene a Irene de Vincenzo Battista, Teatro San Carlo, Nàpols, 26 de desembre de 1847